# Theo Bücker
Theo Bücker (Bestwig, 10 luglio 1948) è un ex calciatore e allenatore di calcio tedesco, di ruolo centrocampista, tecnico del Nejmeh.
In due periodi è stato CT del Libano.

## Palmarès

### Giocatore
- 2. Bundesliga: 1

Schalke 04: 1981-1982